# Чангсінзький ярус
| Система/ Період                                                       | Відділ/ Епоха      | Ярус/ Вік         | Вік (млн років) | Вік (млн років) |
| --------------------------------------------------------------------- | ------------------ | ----------------- | --------------- | --------------- |
| Тріас, T                                                              | Нижній/Ранній, T1  | Індський, T1i     | молодше         | молодше         |
| Перм, P                                                               | Лопінгій, P3       | Чангсінзький, P3c | 251,902         | 254,14          |
| Перм, P                                                               | Лопінгій, P3       | Вучапінзький, P3v | 254,14          | 259,1           |
| Перм, P                                                               | Гваделупій, P2     | Кептенський, P2c  | 259,1           | 265,1           |
| Перм, P                                                               | Гваделупій, P2     | Вордійський, P2w  | 265,1           | 268,8           |
| Перм, P                                                               | Гваделупій, P2     | Роудський, P2r    | 268,8           | 272,95          |
| Перм, P                                                               | Цисуралій, P1      | Кунгурський, P1k  | 272,95          | 283,5           |
| Перм, P                                                               | Цисуралій, P1      | Артинський, P1art | 283,5           | 290,1           |
| Перм, P                                                               | Цисуралій, P1      | Сакмарський, P1s  | 290,1           | 295,0           |
| Перм, P                                                               | Цисуралій, P1      | Ассельський, P1a  | 295,0           | 298,9           |
| Карбон, C                                                             | Верхній/Пізній, C3 | Гжельський, C3g   | древніше        | древніше        |
| Підрозділи Тріасової системи наведені згідно МКС, станом на 2018 рік. |                    |                   |                 |                 |
| п о р                                                                 |                    |                   |                 |                 |

Чангсінзький вік і ярус, чангсінгій — останній геологічний вік лопінзької епохи пермського періоду палеозою, останній геологічний ярус лопінзького відділу пермської системи. Чангсінзькому віку передував вучапінзький пермського періоду; наслідував індський вік тріасового. Чангсінгій розпочався 254,14 ± 0,07 млн років тому, закінчився 251,902 ± 0,06 млн років тому, тривав 2,24 ± 0,13 млн років.
За часів чангсінгу відбулось найбільше масове вимирання у фанерозойському еоні — пермсько-тріасове. Вимирання сягнуло свого максимуму близько мільйона років до закінчення геологічного віку.

## Стратиграфія
Геологічний вік названо на честь однойменного китайського міста (кит.: 长兴) на півночі приморської провінції Чжецзян. Геологічний ярус виділено поблизу цього міста, в так званих чангсінзьких вапняках. Назва для віку була вперше використана 1970 року і була закріплена Міжнародною комісією зі стратиграфії 1981 року.
Початок чангсінгію визначають рештки вимерлого виду конодонтів — Clarkina wangi. Глобальним опорним профілем є профіль D у Мейшані поблизу Чангсінгу 31°4′45″ пн. ш. 119°42′5″ сх. д. / 31.07917° пн. ш. 119.70139° сх. д.. Закінчення чангсінгію (базис індського віку тріасової системи) визначають за першою появою решток конодонтів виду Hindeodus parvus. Чангсінзький ярус містить тільки одну біостратиграфічну одиницю амонітів — рід Iranites.

## Палеогеографія
Спекотний і посушливий геологічний вік.

## Палеонтологія
Чангсінзький вік закінчився пермсько-тріасовим вимиранням, коли біологічна альфа-різноманітність була спустошена, приблизно 95 % видів фауни щезло, повністю вимерли такі таксони, як трилобіти (Trilobita), граптоліти (Graptolithina) та морські бутони (Blastoidea). Світ після вимирання був майже мертвим, безлюдним, спекотним і посушливим. Знахідки амонітів, риб, комах і чотириногих (цинодонти, земноводні, плазуни) у відкладах залишаються рідкісними. На відновлення наземних екосистем знадобилось більше 30 млн років.

### Фауна
| Таксон                                | Сучасний стан                 | Знахідка фоссилій             | Опис                                       | Викопні рештки, реконструкція | Період існування, млн років тому |
| Хрящові риби (Chondrichthyes)         | Хрящові риби (Chondrichthyes) | Хрящові риби (Chondrichthyes) | Хрящові риби (Chondrichthyes)              | Хрящові риби (Chondrichthyes) | Хрящові риби (Chondrichthyes)    |
| ------------------------------------- | ----------------------------- | ----------------------------- | ------------------------------------------ | ----------------------------- | -------------------------------- |
| Фаденія (Fadenia)                     | вимерлий                      |                               | †Ряд євгеніодонтовиді (Eugeneodontida)     |                               | 314,6-247,2                      |
| Гібодус (Hybodus)                     | вимерлий                      |                               | †Ряд гібодонтоподібні (Hybodontiformes)    |                               | 295-66,043                       |
| Менаспіс (Menaspis)                   | вимерлий                      |                               | Підклас суцільноголові (Holocephali)       |                               | 259-254                          |
| Ортакант (Orthacanthus)               | вимерлий                      |                               | †Ряд Ксенокантовиді (Xenacanthida)         |                               | 314,6-66,043                     |
| Саркопріон (Sarcoprion)               | вимерлий                      |                               | †Ряд євгеніодонтовиді (Eugeneodontida)     |                               | 259-254                          |
| Водніка (Wodnika)                     | вимерлий                      |                               | †Ряд ктенаканти (Ctenacanthiformes)        |                               | 268-15,97                        |
| Кісткові риби (Osteichthyes)          |                               |                               |                                            |                               |                                  |
| Елоніхтіс (Elonichthys)               | вимерлий                      |                               | †Ряд палеоніскоподібні (Palaeonisciformes) |                               | 345-254                          |
| Палеоніск (Palaeoniscum)              | вимерлий                      |                               | †Ряд палеоніскоподібні (Palaeonisciformes) |                               | 259-254                          |
| Платісом (Platysomus)                 | вимерлий                      |                               | †Ряд палеоніскоподібні (Palaeonisciformes) |                               | 345-242                          |
| Земноводні (Amphibia)                 |                               |                               |                                            |                               |                                  |
| Бистровіана (Bystrowiana)             | вимерлий                      |                               | †Ряд хроніозухи (Chroniosuchia)            |                               | 259-252,3                        |
| Хроніозух (Chroniosuchus)             | вимерлий                      |                               | †Ряд хроніозухи (Chroniosuchia)            |                               | 259-252,3                        |
| Двінозавр (Dvinosaurus)               | вимерлий                      |                               | †Ряд темноспондили (Temnospondyli)         |                               | 286-254                          |
| Інтазух (Intasuchus)                  | вимерлий                      | Інтинська формація, Росія     | †Ряд темноспондили (Temnospondyli)         |                               |                                  |
| Карпінскіозавр (Karpinskiosaurus)     | вимерлий                      |                               | †Ряд сеймуріаморфи (Seymouriamorpha)       |                               | 259-252,3                        |
| Котлассія (Kotlassia)                 | вимерлий                      |                               | †Ряд сеймуріаморфи (Seymouriamorpha)       |                               | 252,2                            |
| Мелозавр (Melosaurus)                 | вимерлий                      |                               | †Ряд темноспондили (Temnospondyli)         |                               | 268-252,3                        |
| Пелтобатрахус (Peltobatrachus)        | вимерлий                      |                               | †Ряд темноспондили (Temnospondyli)         |                               | 260,4-251                        |
| Ринезух (Rhinesuchus)                 | вимерлий                      |                               | †Ряд темноспондили (Temnospondyli)         |                               | 259-247,2                        |
| Уралерпетон (Uralerpeton)             | вимерлий                      |                               | †Ряд хроніозухи (Chroniosuchia)            |                               | 259-252,3                        |
| Зігозавр (Zygosaurus)                 | вимерлий                      | Татарстан, Росія              | †Ряд темноспондили (Temnospondyli)         |                               | 268-252,3                        |
| Плазуни (Reptilia)                    |                               |                               |                                            |                               |                                  |
| Ацерозодонтозавр (Acerosodontosaurus) | вимерлий                      |                               | †Ряд юнгініподібні (Younginiformes)        |                               | 259-252,3                        |
| Антодон (Anthodon)                    | вимерлий                      |                               | †Родина парейозаври (Pareiasauridae)       |                               | 254-252                          |
| Даптоцефал (Daptocephalus)            | вимерлий                      |                               | †Надряд дицинодонти (Dicynodontia)         |                               | 254-252,3                        |
| Діїктодон (Diictodon)                 | вимерлий                      |                               | †Надряд дицинодонти (Dicynodontia)         |                               | 259-252,3                        |
| Ельгінія (Elginia)                    | вимерлий                      |                               | †Родина парейозаври (Pareiasauridae)       |                               | 254-252                          |
| Еннатозавр (Ennatosaurus)             | вимерлий                      |                               | †Родина казеїди (Caseidae)                 |                               | 265-254                          |
| Говазавр (Hovasaurus)                 | вимерлий                      |                               | †Родина тангазавриди (Tangasauridae)       |                               | 253,8-249,7                      |
| Міллеретта (Milleretta)               | вимерлий                      |                               | †Родина міллерозаври (Millerosauria)       |                               | 254-252,3                        |
| Міллерозавр (Millerosaurus)           | вимерлий                      |                               | †Родина міллерозаври (Millerosauria)       |                               | 259-252,3                        |
| Нанопарія (Nanoparia)                 | вимерлий                      |                               | †Родина парейозаври (Pareiasauridae)       |                               | 259-254                          |
| Никтіфрурет (Nyctiphruretus)          | вимерлий                      |                               | †Родина проколофони (Procolophonoidea)     |                               | 268-252,3                        |
| Овенетта (Owenetta)                   | вимерлий                      |                               | †Родина проколофони (Procolophonoidea)     |                               | 254-251,3                        |
| Рубіджия (Rubidgea)                   | вимерлий                      |                               | †Родина горгонопси (Gorgonopsia)           |                               | 259-254                          |
| Скутозавр (Scutosaurus)               | вимерлий                      |                               | †Родина парейозаври (Pareiasauridae)       |                               | 259-252,3                        |
| Тадеозавр (Thadeosaurus)              | вимерлий                      |                               | †Родина неодіапсиди (Neodiapsida)          |                               | 253,8-249,7                      |
| Теріогнат (Theriognathus)             | вимерлий                      |                               | †Родина вайтсіїди (Whaitsiidae)            |                               | 259-252,3                        |